# Lynn Redgrave
Lynn Redgrave (8. března 1943 – 2. května 2010) byla britská herečka. Pocházela z herecké rodiny Redgraveových, její otec Michael, matka Rachel i starší sourozenci Vanessa a Corin byli herci. Herectví studovala a profesionálně debutovala v roce 1962 v Shakespeareově Snu noci svatojánské v Divadle Royal Court. Později hrála v řadě dalších hrách a záhy se začala objevovat také ve filmech, např. Tom Jones (1963), Girl with Green Eyes (1964) a Georgy Girl (1966). Dlouhodobě působila ve Spojených státech a v roce 1998 se stala americkou občankou. V roce 2002 získala Řád britského impéria. Je dvojnásobonou držitelkou Zlatého glóbu, dvakrát byla nominována na Oscara. V letech 1967 až 2000 byl jejím manželem herec John Clark. Zemřela po sedmiletém boji s rakovinou prsu ve věku 67 let.